# Strumigenys deltisquama
Strumigenys deltisquama är en myrart som beskrevs av Brown 1957. Strumigenys deltisquama ingår i släktet Strumigenys och familjen myror. Inga underarter finns listade i Catalogue of Life.

## Bildgalleri

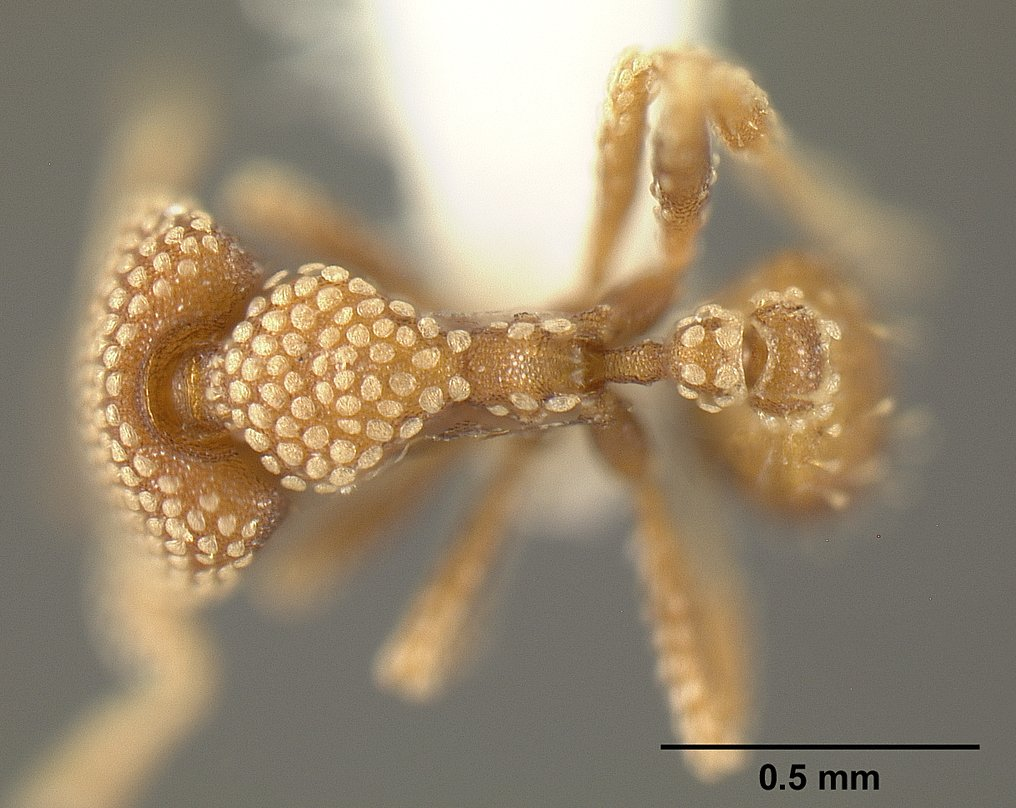
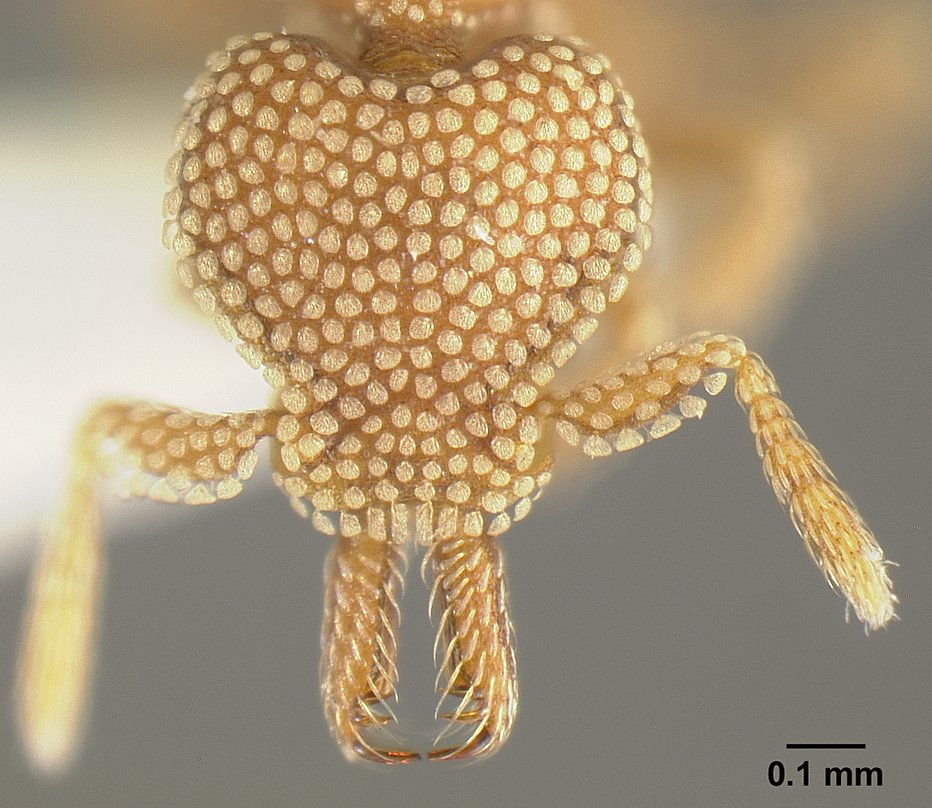
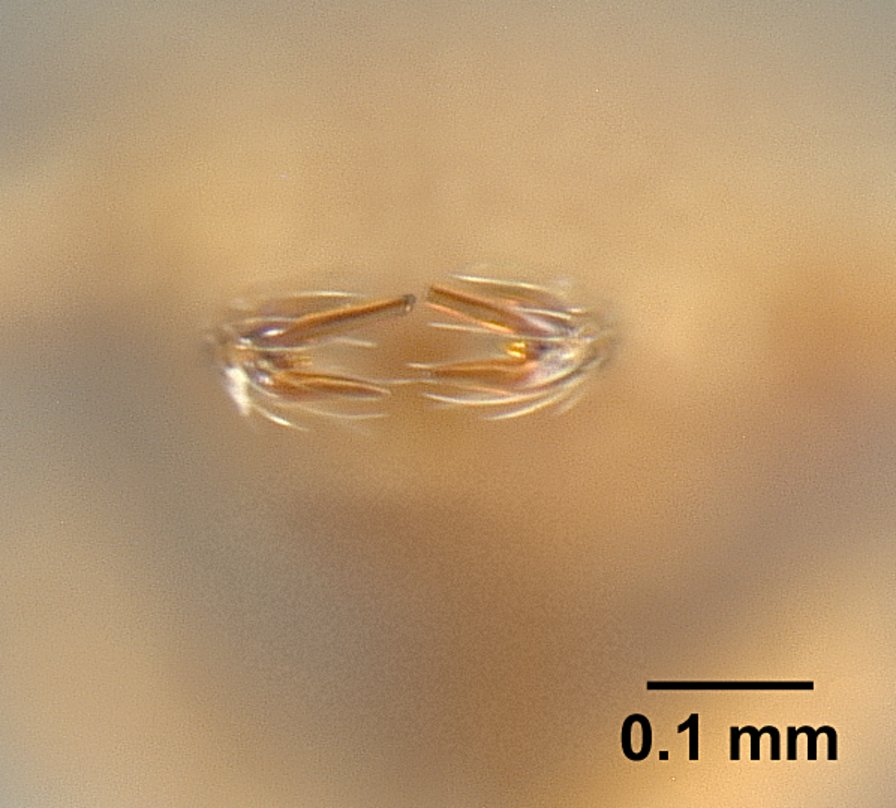
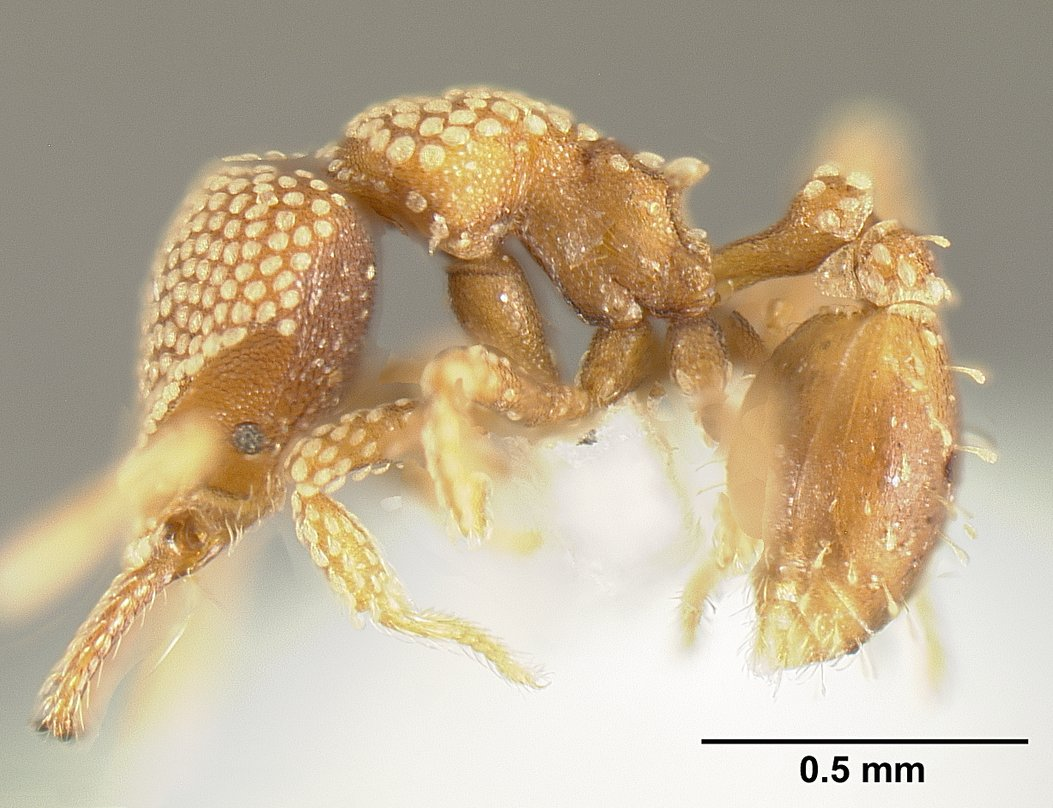